# Higashiyama Bunka
Higashiyama Bunka (東山時代, lit. "Cultura da montanha do leste"), também conhecido como Período Higashiyama ou Cultura Higashiyama, é um movimento cultural que se desenvolveu no Japão surgiu no século XV durante o reinado do shogun Yoshimasa Ashikaga, depois deste se retirar para a sua residência nas colinas do leste (Higashiyama) em Kyoto.

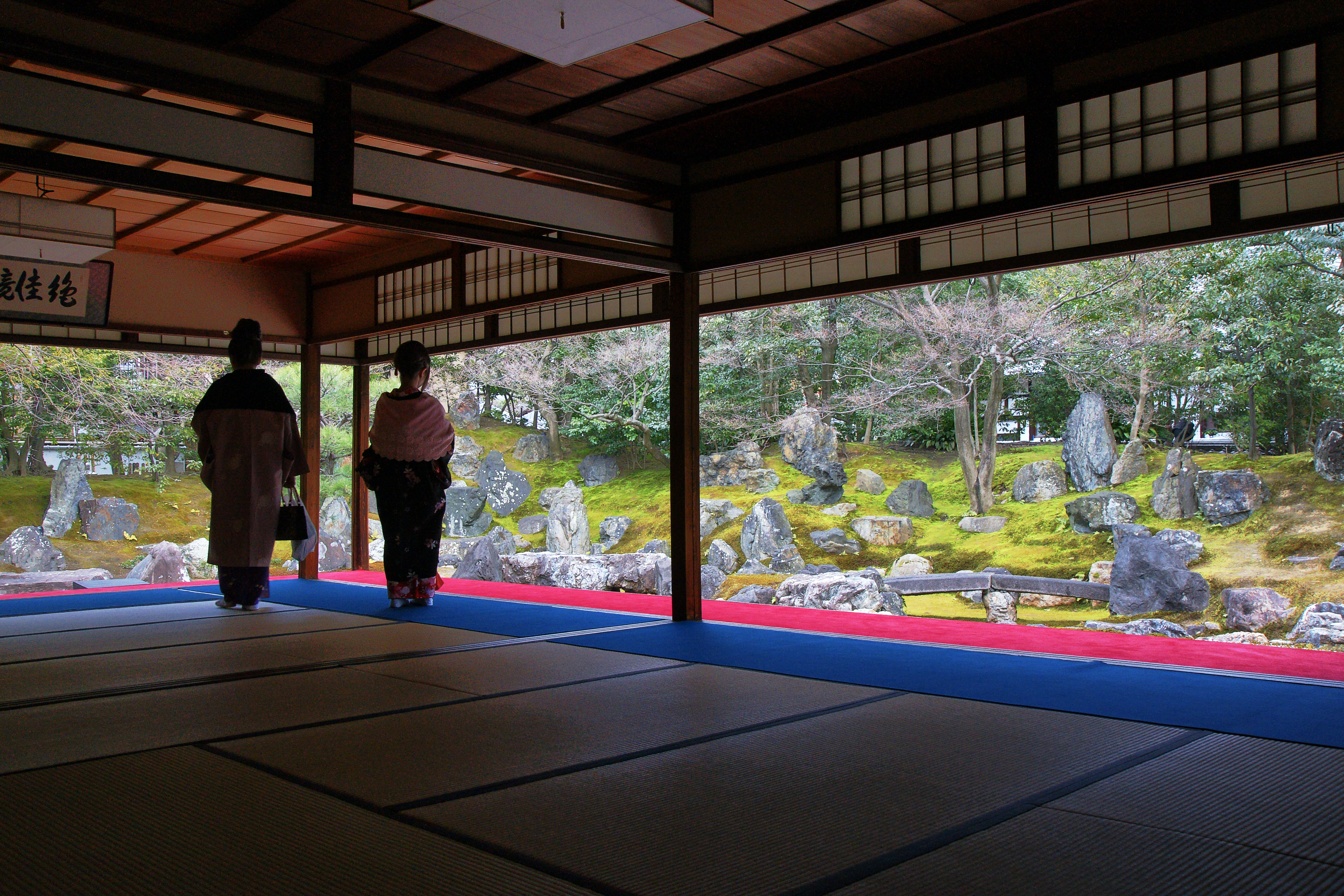
Uma cultura tradicional do estilo japonês como washitsu (fusuma, tatami, shoji, tokonoma) e Karesansui foi estilizado em Higashiyama Bunka.

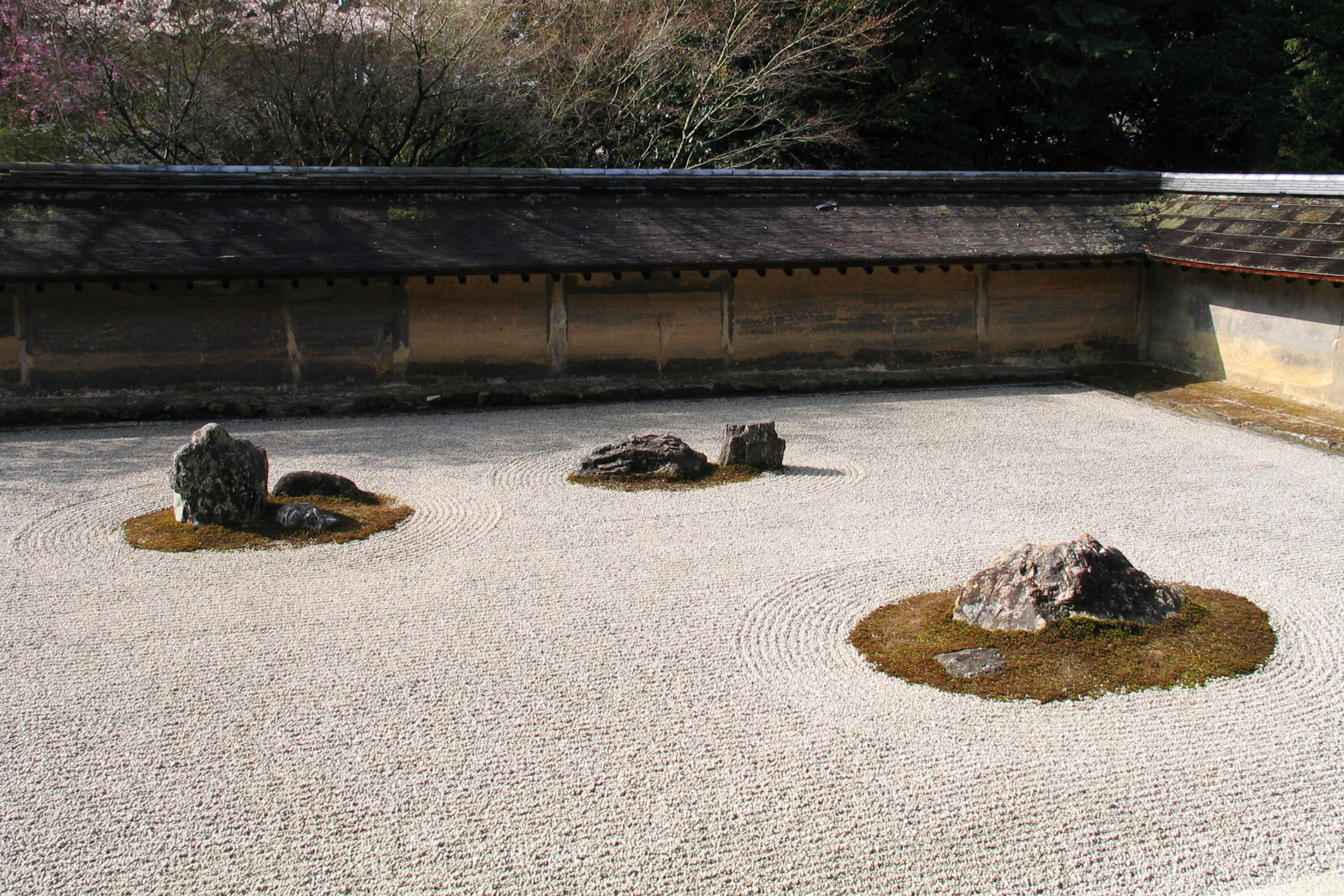
Karesansui de Ryōan-ji.

Baseado em grande parte nos ideais e estética do zen budismo e no conceito de wabi-sabi (beleza na simplicidade), Higashiyama Bunka centrou-se no desenvolvimento do chado (cerimónia do chá), ikebana (arranjos florais), noh (teatro) e sumi-e (pintura a tinta da China).